# Alternativ Demokratesch Reformpartei
De Alternativ Demokratesch Reformpartei (ADR, in het Nederlands: Alternatieve Democratische Hervormingspartij) is een Luxemburgse politieke partij. De ADR is op 12 mei 1987 opgericht als een actiecomité voor pensioenen. Na verschillende naamsveranderingen kreeg de ADR in mei 2006 zijn huidige naam. Een van de ideologieën van de partij is euroscepsis.
De ADR heeft op dit moment 5 zetels in de Kamer van Afgevaardigden.

## Ideologie
De ADR is een nationaal-conservatieve partij. De partij is een voorstander van het economisch neoliberalisme. De partij is kritisch over de verspilling van de openbare sector en de 'elitaire' aard van projecten en openbare uitgaven. De ADR is tegen euthanasie. De partij hecht veel belang aan de bevordering van de Luxemburgse taal, en de integratie van immigranten. Op Europees gebied is de ADR een eurosceptische partij die kritisch staat tegenover de Europese Unie.